# Sénat Runde
Le sénat Runde (en allemand : Senat Runde) était le gouvernement de la ville libre et hanséatique de Hambourg du 12 novembre 1997 au 31 octobre 2001, durant la 16e législature du Bürgerschaft. Dirigé par le premier bourgmestre social-démocrate Ortwin Runde, il était soutenu par une coalition rouge-verte entre le Parti social-démocrate d'Allemagne (SPD) et les Verts-Listes alternative (GAL)
Il fut formé à la suite des élections régionales du 21 septembre 1997, remportées à la majorité relative par le Parti social-démocrate d'Allemagne (SPD), mais au cours desquels son allié depuis 1993, le STATT Partei, fut exclu du parlement régional, et succédait au sénat Voscherau III. Le premier bourgmestre Henning Voscherau fut alors désavoué par son parti et remplacé par Runde.
La coalition ayant perdu les élections régionales du 23 septembre 2001, le chrétien-démocrate Ole von Beust forma son premier Sénat, soutenu par une coalition tripartite de centre droit.

## Composition
| Portefeuille                                                            | Nom                                | Nom                                        | Parti |
| ----------------------------------------------------------------------- | ---------------------------------- | ------------------------------------------ | ----- |
| Premier bourgmestre                                                     |                                    | Ortwin Runde                               | SPD   |
| Sénatrice pour la Justice                                               |                                    | Lore Maria Peschel-Gutzeit                 | SPD   |
| Sénatrice pour l'Éducation, la Jeunesse et la Formation professionnelle |                                    | Rosemarie Raab jusqu'au 31/03/2000         | SPD   |
| Sénatrice pour l'Éducation, la Jeunesse et la Formation professionnelle | Ute Pape à partir du 05/04/2000    |                                            | SPD   |
| Sénatrice pour la Science et la Recherche Seconde bourgmestre           |                                    | Krista Sager                               | GAL   |
| Sénatrice pour le Travail, la Santé et les Affaires sociales            |                                    | Helgrit Fischer-Menzel jusqu'au 01/03/1998 | SPD   |
| Sénatrice pour le Travail, la Santé et les Affaires sociales            | Karin Roth à partir du 01/04/1998  |                                            | SPD   |
| Sénatrice pour les Finances                                             |                                    | Ingrid Nümann-Seidewinkel                  | SPD   |
| Sénateur pour les Travaux publics                                       |                                    | Eugen Wagner                               | SPD   |
| Sénateur pour l'Économie                                                |                                    | Thomas Mirow                               | SPD   |
| Sénateur pour l'Intérieur                                               |                                    | Hartmuth Wrocklage jusqu'au 28/05/2001     | SPD   |
| Sénateur pour l'Intérieur                                               | Olaf Scholz à partir du 30/05/2001 |                                            | SPD   |
| Sénateur pour l'Environnement                                           |                                    | Alexander Porschke                         | GAL   |
| Sénateur pour le Développement urbain                                   |                                    | Willfried Maier                            | GAL   |
| Sénateur pour la Culture                                                |                                    | Christina Weiss                            | Aucun |